# 和田操
和田 操（わだ みさお、1889年〈明治22年〉12月6日 - 1981年〈昭和56年〉11月19日）は、日本の海軍軍人。最終階級は海軍中将。

## 経歴
和田音五郎陸軍大佐の長男として東京で生れる。早稲田中学校を経て、1911年7月、海軍兵学校（39期）卒業。席次四番で恩賜品を拝受。1912年12月、海軍少尉に任官。第5期航空術研究委員、「若宮」乗組、横須賀航空隊付、艦隊航空隊付など搭乗員として経験を積んでいたが、事故で重傷を負い技術系士官として歩むこととなった。1918年1月から海軍大学校選科学生として東京帝国大学工学部に進む（専攻は航空機）。
その後、横須賀工廠検査官、欧米出張、広工廠航空機部員、欧米出張、海軍航空本部技術部員、欧米出張、航空本部技術部長などを歴任し、1937年12月、海軍少将に進級。
海軍航空技術廠長となり、1941年10月、海軍中将に進級し太平洋戦争を迎えた。さらに航空本部長を勤め、1945年11月、予備役に編入された。その後、公職追放となる。

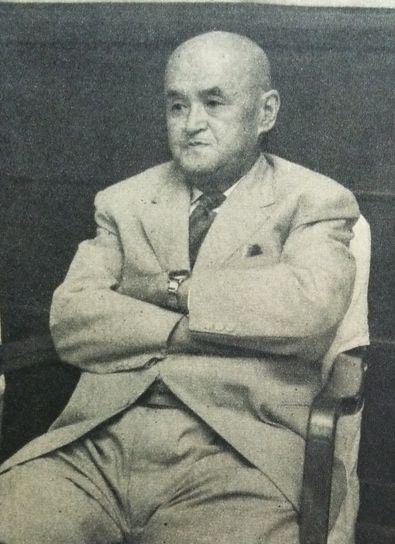
1955年

追放解除後の1954年8月、新日本飛行機株式会社（現・日本飛行機株式会社）副社長に就任し、1955年9月24日、防衛庁顧問に就任している。

## 栄典
勲章
- 1941年（昭和16年）11月11日  - 勲二等瑞宝章[3]